# Spoon
Spoon (dt. Löffel) ist eine US-amerikanische Indie-Rock-Band aus Austin.

## Geschichte
Die Band wurde 1993 gegründet und bestand zunächst aus Sänger, Gitarrist und Songwriter Britt Daniel, Schlagzeuger Jim Eno, Bassistin Andy Maguire und Gitarrist Greg Wilson. Der Name Spoon war inspiriert von der deutschen Krautrockband Can gewählt, die einen Song dieses Namens, der Titelsong des Films Das Messer war, auf ihrem Album Ege Bamyasi von 1972 veröffentlichten. Wilson stieg bereits 1994 wieder aus, Maguire kurz nach der Veröffentlichung des Debütalbums Telephono im Jahr 1996. Neuer Bassist war zunächst Telephono-Produzent John Croslin, später Josh Zarbo, seit 2007 Rob Pope. Seit 2004 ist Eric Harvey (Keyboard und Gitarre) Mitglied der Band, seit 2013 in gleicher Funktion zudem Alex Fischel, den Daniel aus seinem Nebenprojekt Divine Fits mitbrachte.
Spoon unterschrieb 1998 einen Vertrag bei Elektra Records, aber der Vertrag wurde nach der Veröffentlichung des zweiten Albums A Series of Sneaks wieder aufgelöst. Als Erwiderung auf ihre Entlassung veröffentlichte Spoon die EP The Agony of Laffitte in Anspielung auf den Elektra-Verantwortlichen Ron Laffitte. Schließlich erhielten sie bei Merge Records einen Vertrag. Ihre Arbeit wird in Europa dagegen bei Matador Records vertrieben. Für die Veröffentlichung der Nachfolgealben erhielt Spoon zunehmende Aufmerksamkeit und Anerkennung. Girls Can Tell, herausgebracht 2001, verkaufte sich besser als die beiden Vorgängeralben zusammen. Kill the Moonlight aus dem darauf folgenden Jahr wurde ein ähnlicher Erfolg.
Im Mai 2005 erschien ihr Album Gimme Fiction, das ihnen den endgültigen Durchbruch brachte. In den offiziellen Albumcharts erreichten sie damit Platz 44. Ihr nächstes Album Ga Ga Ga Ga Ga kam 2007 bis in die US-Top-10 und wurde in Deutschland am 10. Juli beim Label ANTI-Records veröffentlicht.  Anfang 2010 erschien das siebte Album Transference und stieg in den USA auf Platz 4 ein, 2014 der Nachfolger They Want My Soul.
Mit ihren in den 2000er Jahren veröffentlichten Alben sei die Gruppe „zu einer der wichtigsten Indie-Bands der Gegenwart“ geworden, urteilte Richard Kämmerlings im Jahr 2010.

## Trivia
- „Ich weiß zwar, dass wir es hier mit Popmusik zu tun haben und dass wir nicht das Rad neu erfinden, aber ich will wenigstens das Gefühl haben, dass wir etwas tun, das zumindest für uns völlig neu ist.“ (Britt Daniel)
- Spoon trat häufig in Late-Night-Talkshows wie z. B. The Late Show with David Letterman, The Late Late Show with Craig Ferguson, Last Call with Carson Daly und der PBS-Show Austin City Limits auf.
- 2006 lieferte Spoon die Filmmusik zu Schräger als Fiktion ("Stranger than Fiction") mit Emma Thompson und Dustin Hoffman.
- Daniel Britt hatte einen Kurzauftritt in der Serie Veronica Mars (zweite Staffel, zwölfte Folge), bei dem er mit seinen Gesangskünsten beim Karaoke seinen Vorgänger deprimiert und aus der Bar vertreibt.
- I Turn My Camera On (2005) war in einer kurzen Sequenz bei den Simpsons in der Folge Down by Lisa zu hören.

## Diskografie

### Alben
- 1996: Telephono (Matador)
- 1998: A Series of Sneaks (Elektra)
- 2001: Girls Can Tell (Merge)
- 2002: Kill the Moonlight (Merge)
- 2005: Gimme Fiction (Merge)
- 2007: Ga Ga Ga Ga Ga (Merge)
- 2010: Transference (Merge)
- 2014: They Want My Soul (Anti/Indigo)
- 2017: Hot Thoughts (Matador)
- 2022: Lucifer on the Sofa (Matador)

### Wiederveröffentlichungen
- 2006: Telephono / Soft Effects (Merge)
- 2008: Girls Can Tell (Merge)
- 2008: A Series of Sneaks (Merge)

### EPs
- 1997: Soft Effects (Matador)
- 1998: The Agony of Laffitte (Saddle Creek)
- 2000: Love Ways (Merge)
- 2002: Swearing at Motorists Split  (Merge)
- 2006: Gimme Fiction (Merge)
- 2008: Don't You Evah (Merge)
- 2023: Memory Dust

### Singles
- 1994: Nefarious (Fluffer)
- 1996: All the Negatives Have Been Destroyed (Matador)
- 1996: Not Turning Off (Matador)
- 1998: 30 Gallon Tank (Elektra)
- 1998: Anticipation (Elektra)
- 1999: The Agony of Laffitte
- 2001: Anything You Want (Merge)
- 2001: Everything Hits at Once (Merge)
- 2001: Car Radio/Advance Cassette (Merge)
- 2002: Text Later
- 2002: Someone Something (Merge)
- 2002: Kill the Moonlight (Merge)
- 2002: Jonathon Fisk (Merge)
- 2003: Stay Don't Go (Merge)
- 2003: The Way We Get By (Merge)
- 2005: I Turn My Camera On (Merge)
- 2005: My First Time, Vol. 3 (Merge)
- 2005: Sister Jack (Merge)
- 2007: Underdog (Merge)
- 2007: You Got Yr. Cherry Bomb (Merge)
- 2008: Don't You Evah (Merge)
- 2009: Got Nuffin (Merge)
- 2010: Written in Reverse (Merge)
- 2014: Rent I Pay
- 2014: Do You (Anti/Indigo)
- 2014: Inside Out
- 2015: TV Set
- 2017: Hot Thoughts
- 2017: Can I Sit Next to You
- 2017: Do I Have to Talk You Into It